# Sallum
Sallum ou Sollum (السلوم) é uma povoação no Norte do Egipto, com acesso ao Mar Mediterrâneo, a Norte, e perto da fronteira do Egipto com a Líbia, a cerca de 145 km da povoação líbia Tobruk.
Sallum é um local de comércio para os beduínos, e possui um cemitério para os soldados da Commonwealth mortos na região durante a II Guerra Mundial, na Campanha no Norte de África Ocidental.

## Historia
Durante o domínio romano, Sallum era o porto de Baranis. Existem ainda vestígios da presença romana no local.
Em termos históricos, Sallum é mencionada para referir a máxima extensão da invasão italiana do Egipto, tendo o Décimo Exército Italiano construído várias fortificações na proximidade de Sollum e Sidi Barrani. As tropas italianas acabaram, porém, por ser repelidas da região.
Sallum foi ainda atacada por tropas líbias durante a guerra Libio-Egípcia de 1977, entre 19 e 21 de Julho. Durante a guerra, o Nono Batalhão Motorizado Líbio foi emboscado no local.
A 29 de Março de 2006, Sallum foi um ponto de observação do eclipse solar.